# Truman Michelson
Truman Michelson (New Rochelle, 11 de agosto de 1879 – Washington D. C., 26 de julio de 1938) fue un lingüista y antropólogo estadounidense. Trabajó desde 1910 y hasta su muerte en el Bureau of American Ethnology, en el Instituto Smithsoniano. También ocupó plaza de profesor en la Universidad George Washington de 1917 hasta 1932.

## Biografía
Michelson estudió lingüística histórica indoeuropea en la Universidad de Harvard, completando su tesis doctoral en 1904, continuando los estudios en las Universidades de Leipzig y Bonn en 1904-1905, y continuó estudiando con Franz Boas.
Después de unirse al Bureau of American Ethnology, Michelson empezó un extenso programa de investigación de campo sobre lenguas amerindias de los Estados Unidos. La mayor parte de la investigación de Michelson se centró en las lenguas algonquines. Las bibliografías de sus publicaciones están disponibles a Boas (1938), Cooper (1939), y Pentland y Wolfart (1982). Fue el autor de un influyente estudio que clasificaba los idiomas algonquinos, aunque con el tiempo otras investigaciones hayan superado el esfuerzo pionero de Michelson.
Gran parte de su investigación se centró en el pueblo fox y su lengua, del que salió una extensa lista de publicaciones sobre etnología y lingüística fox. Michelson utilizó hablantes nativos de la lengua para escribir historias fox en la versión fox del silabario algonquí de los Grandes Lagos, resultando una gran colección de materiales no publicados. Goddard (1991,1996) analiza el material en algunos de estos textos.  Un texto importante de este corpus, The Owl Sacred Pack, ha sido publicado recientemente. Uno de los textos obtenidos de este modo que Michelson publicó, The autobiography of a Fox Indian woman, ahora está disponible en una edición más completa, con una transcripción revisada del texto original y análisis lingüístico integral.
Michelson también ayudó en la preparación y la publicación póstuma de una serie de proyectos de manuscritos inéditos posteriores a la muerte prematura de William Jones. Entre ellos  había: (a) una importante colección de dos volúmenes de textos ojibwe con traducciones que Jones había obtenido al noroeste de Ontàrio a la reserva ojibwa Fuerte William, y cerca del lago Nipigon, además de los relatos recogidos al norte de #Minnesota; (b) un volumen de textos kickapoo; y (c) un artículo en fox para el primero Handbook of American Indian languages.
También realizó investigaciones de campo sobre, entre otros, arapajó; shawnee; miami-illinois; kikapú; munsee y unami, dos lenguas delaware; notas recogidas y textos en escritura silábica de los dialectos cree del Quebec y al norte de Ontario; notas de antropología física sobre los pies negros y cheyenes; textos esquimo-aleutianas del río Great Whale, Quebec, y otros. Se encuentra disponible en línea una lista completa de todos los materiales de archivo de Michelson en los National Anthropological Archives de la Smithsonian Institution.
Michelson participó en un debate importante con Edward Sapir debido a su rechazo a la propuesta de Sapir que los idiomas algonquins estaban relacionados con wiyot y yurok, dos lenguas de California, a través de la pertenencia común a la familia lingüística álgica. A pesar de que criticó duramente la propuesta de Sapir, los vínculos históricos entre algonquines, yurok y wiyot ahora se aceptan como indiscutibles.